# Kawasaki Zephyr

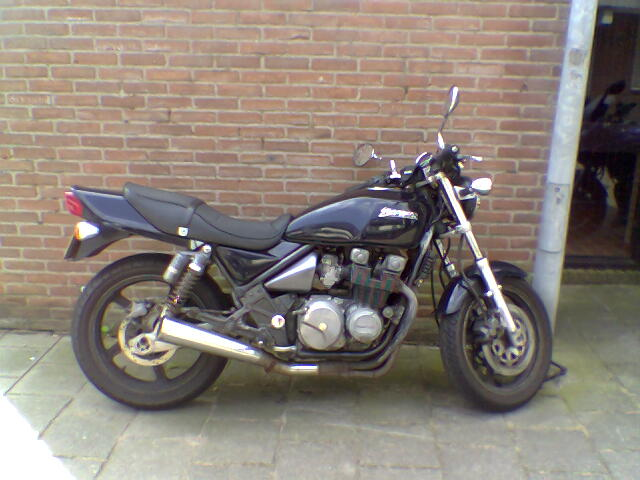

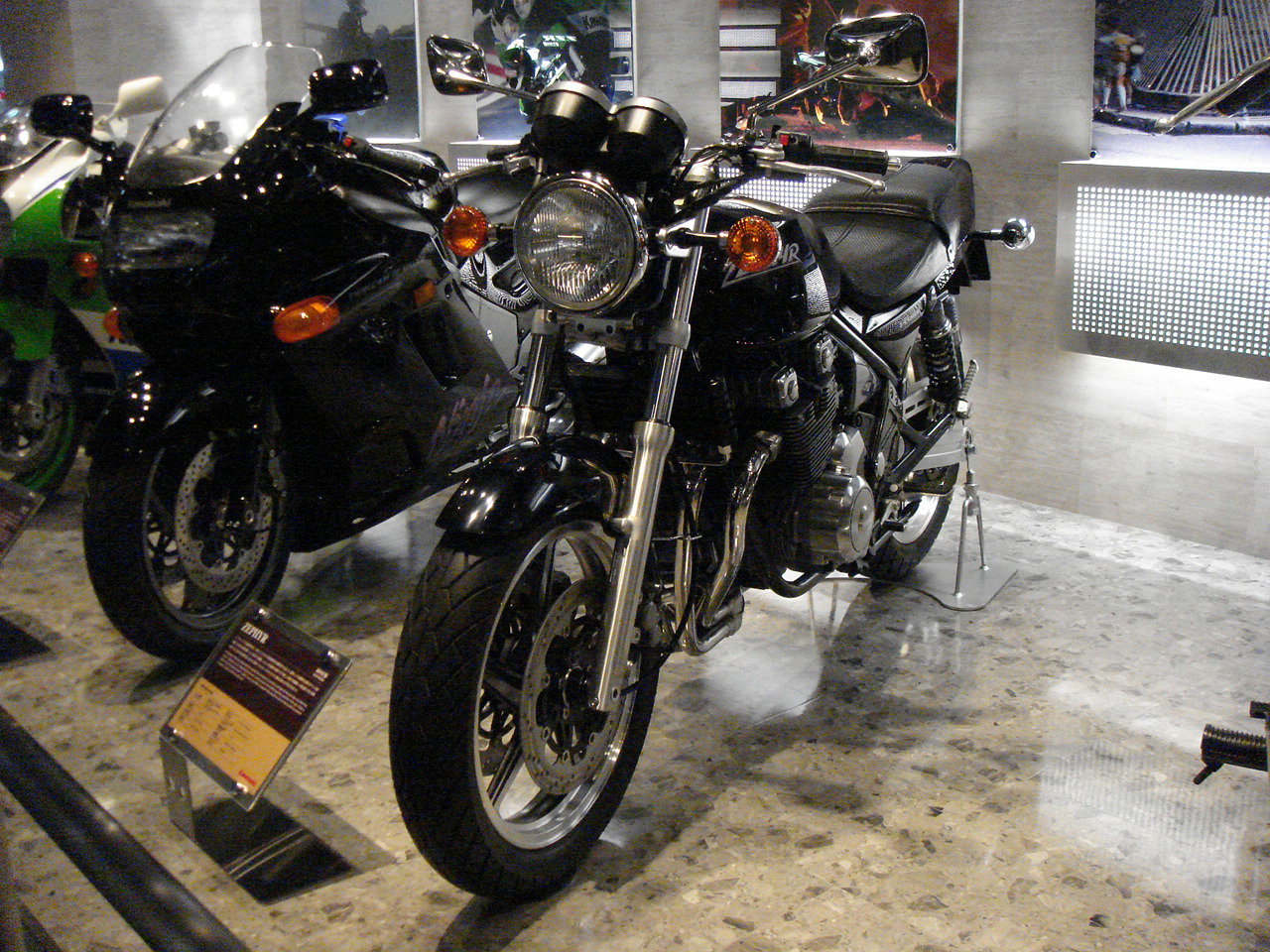

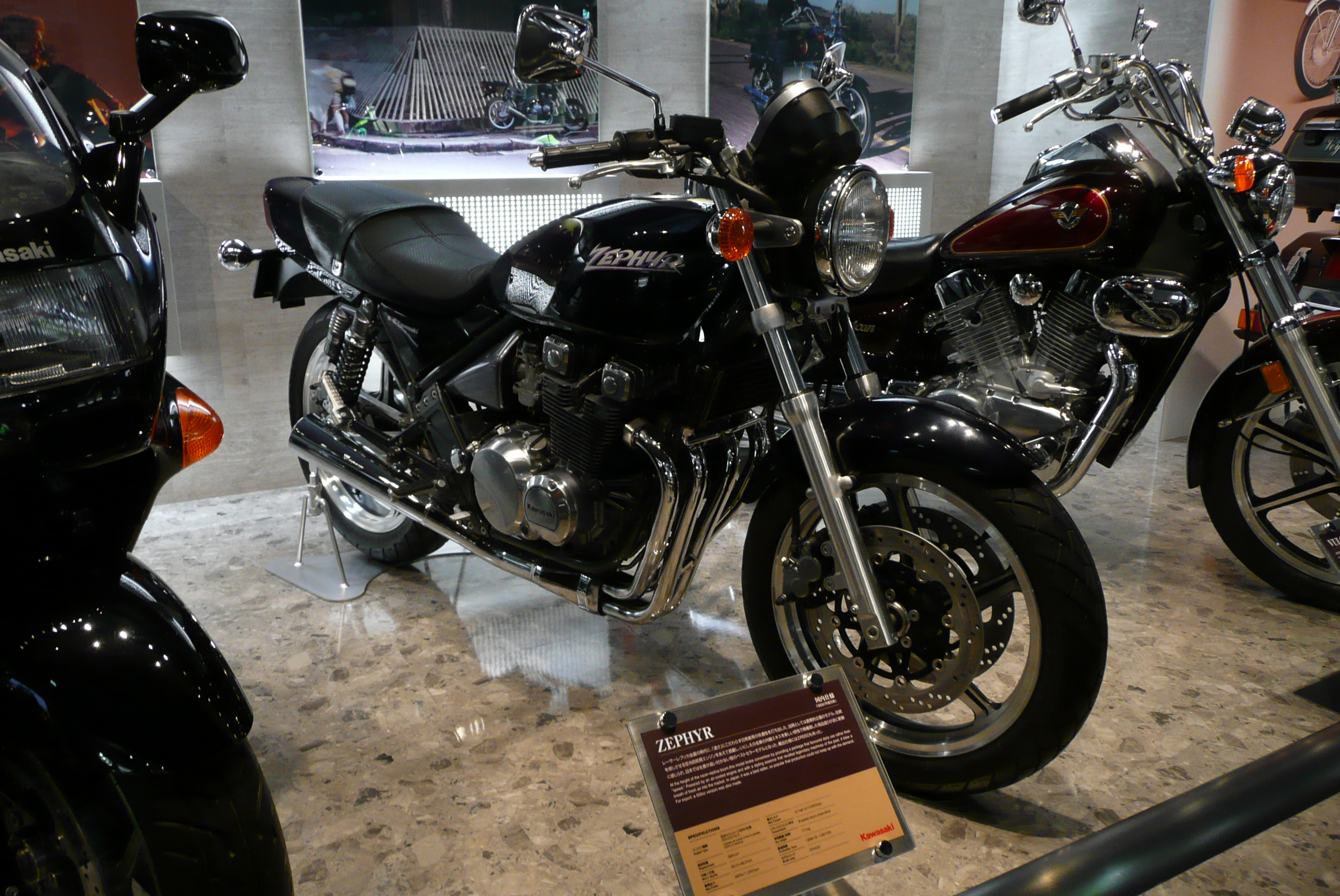

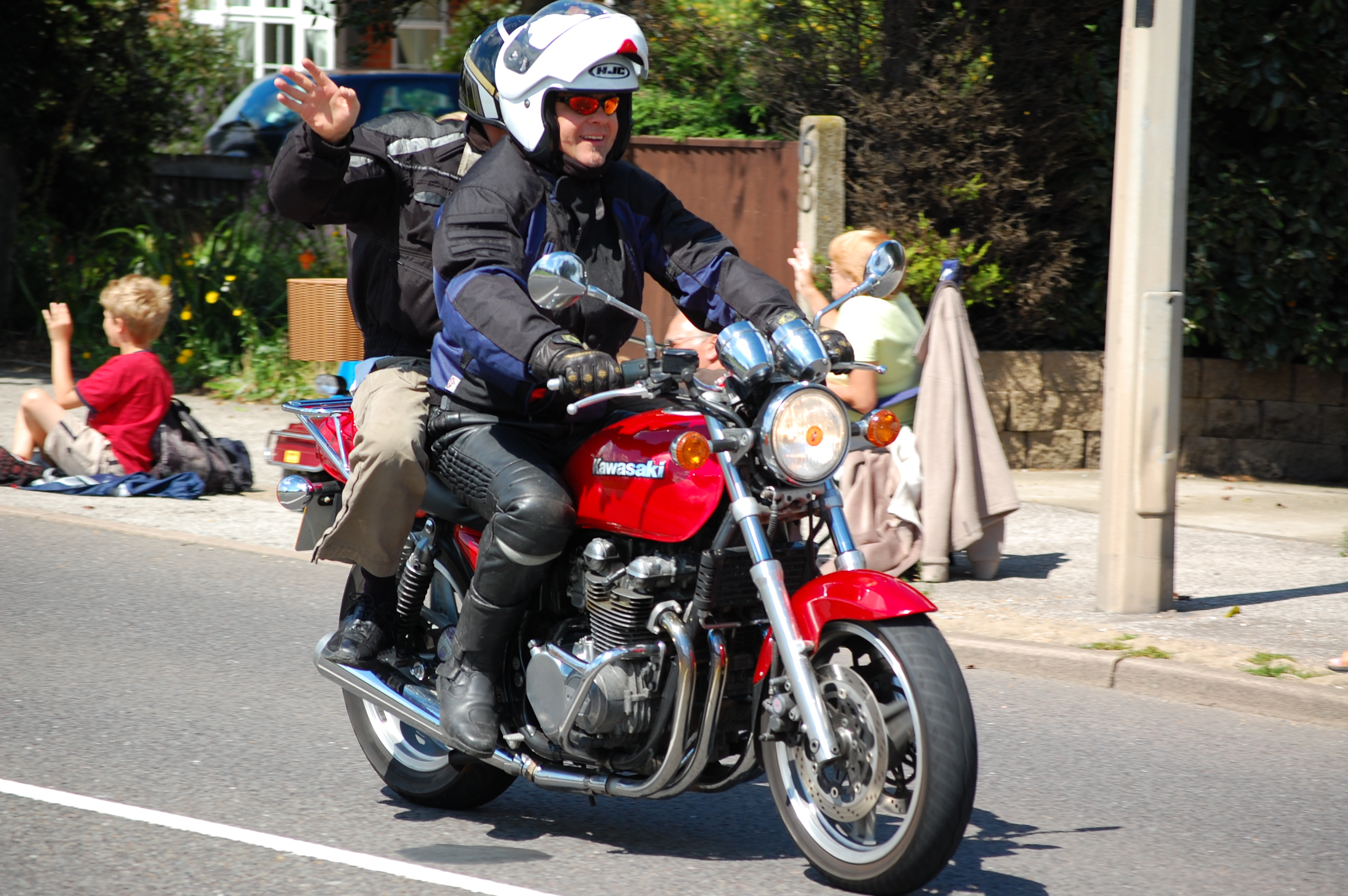

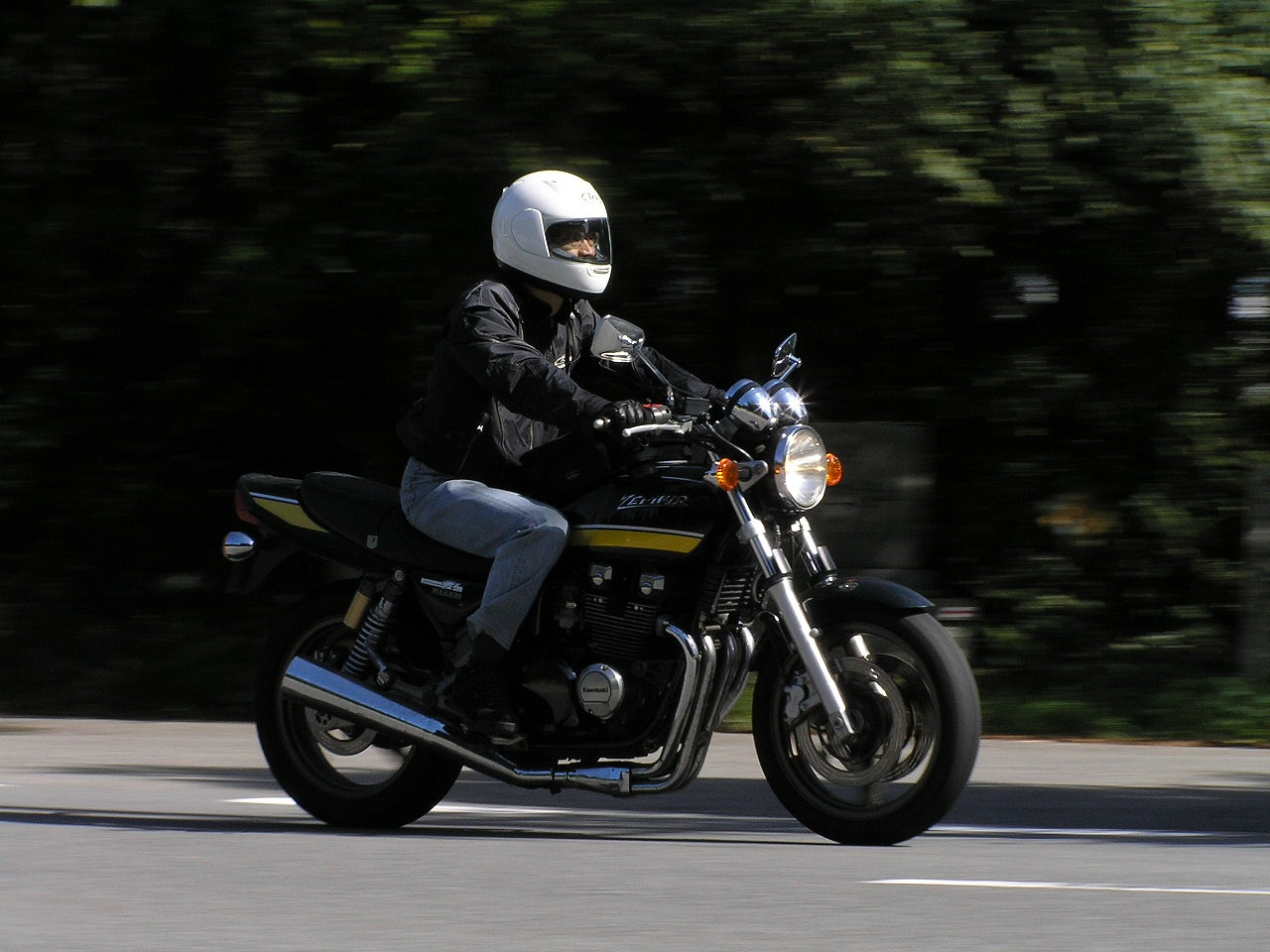

La Kawasaki Zephyr est une moto du type rétro, fabriquée dans les années 1990.

## Description
Tous les modèles sont à refroidissement à air, quatre cylindres. La Zephyr fut développée en 400, 550, 750 et 1 100 cm3.
La 400 cm3 fut produite pour le Japon en raison de la demande importante sur ce type de cylindrée (permis 400).
Le style de la Kawasaki Zephyr est largement inspiré de celui des modèles de la série Z, en particulier la 900 Z1.

## Caractéristiques

### Zephyr 550
- Année : 1991.
- Moteur refroidi par air, quatre temps, quatre cylindres transversal. DACT, 2 soupapes par cylindre.
- Cylindrée 553 cm3.
- Alésage × course 58 × 52,4 mm.
- Taux de compression 9,5:1.
- Carburateurs : 4 × 30 mm Keihin à dépression.
- Allumage / Démarrage / Électrique.
- Puissance maxi 49 ch (37 kW) à 10 000 tr/min.
- Couple maxi 40 N m à 6 000 tr/min.
- Transmission / 6 Vitesses / chaîne.
- Suspension AV 39 mm, Fourche télescopique.
- Suspension AR Double amortisseur Kayaba avec réglage en précharge et détente.
- Frein AV double disque 300 mm, étriers à 2 pistons.
- Frein AR disque de 245 mm, étrier à 1 piston.
- Pneu AV 110/80-17.
- Pneu AR 140/70-18.
- Poids à sec / avec pleins 179 kg / 206 kg.
- Capacité de carburant 15 L.

### Zephyr 750
- Type 4 cylindres en ligne, 4 temps, refroidi par air.
- Distribution : DACT, 2 soupapes par cylindre.
- Cylindrée (alésage × course) 738 cm3 (66 × 54 mm).
- Puissance maxi / Couple maxi :
  - 68 ch à 9 500 tr/min ;
  - 6,0 kg m à 7 500 tr/min.
- Rapport volumétrique : 9,5:1.
- Alimentation : 4 carburateurs Keihin, Ø 32 mm.
- Boite de vitesses : 5 rapports (37, 53, 68, 84, 100 %).
- Transmission secondaire par chaîne à joints toriques.
- Cadre double berceau tubulaire en acier.
- Suspension AV : fourche téléhydraulique Ø 41 mm, débattement : 130 mm.
- Suspension AR : 2 combinés latéraux à gaz.
- Freins :
  - AV : 2 disques (Ø 300 mm), étrier à 2 pistons ;
  - AR : disque (Ø 230 mm), étrier à 2 pistons.
- Pneus :
  - AV : 120/70 x 17 ;
  - AR : 150/70 x 17.
- Réservoir d'essence : 17 L.
- Passage en réserve (capacité) par robinet (3 L).
- Longueur 2 105 mm.
- Hauteur 1 095 mm.
- Largeur 770 mm.
- Empattement 1 455 mm.
- Garde au sol 150 mm.
- Chasse 107 mm.
- Angle de colonne 28°.
- Hauteur de selle 780 mm.
- Poids à sec / avec pleins 201 kg / 217 kg.
- Capacité de carburant 17 L.

### Zephyr 1100
- Type de moteur : 4 temps, refroidi par air, 4 cylindres en ligne.
- Cylindrée : 1 062 cm3.
- Alésage × course : 73,5 × 62,6 mm.
- Taux de compression : 9,1:1.
- Distribution : DACT, 8 soupapes.
- Carburation : 4 × Keihin CVK34.
- Allumage : Électronique numérique, 2 bougies par cylindre.
- Démarrage : Électrique.
- Transmission : 5 vitesses avec le Finder Neutre Positif.
- Transmission finale : Chaîne.
- Type de cadre : double berceau, à haute résistance à la traction.
- Chasse / déport : 27° / 110 mm.
- Suspension AV : Fourche de 43 mm avec amortissement réglable en détente.
- Suspension AR : Bras oscillant avec double bonbonne remplie de gaz, amortisseurs réglables en précontrainte, compression et détente.
- Débattement AV / AR : 130/110 mm.
- Puissance maxi : 93 ch (67,9 kW) à 8 000 tr/min.
- Hauteur de selle : 795 mm.
- Poids à sec / avec pleins 242 kg/260 kg.
- Empattement : 1 500 mm.
- Poids à sec : 252 kg.
- Poids avec pleins : 266 kg.
- Pneu AV : 120/70-18.
- Pneu AR : 160/70-17.
- Frein AV : double disque.
- Frein AR : disque.
- Vitesse de pointe : 207 km/h.
- Capacité de carburant : 19,0 L.